# خروس‌ماهی‌های داسی
خروس‌ماهی‌های داسی (به انگلیسی: Falcate lionfishes) و (نام علمی: Ebosia)، نام یک سرده از تیره عقرب‌ماهیان است.